# David Yates
David Yates (født 30. november 1963 i St. Helens, Merseyside) er en england filminstruktør og -producer. Han er kendt for at have instrueret Harry Potter−filmene Harry Potter og Fønixordenen, Harry Potter og Halvblodsprinsen, Harry Potter og Dødsregalierne - del 1 og del 2, Fantastiske Skabninger og hvor man finder dem, Fantastiske Skabninger og Grindelwalds forbrydelser
Før dette arbejdede han for det meste med filmprojekter hos BBC. Han fik Emmy-prisen som bedste instruktør for Pigen i cafeen i 2005.

## Udvalgt filmografi
| Udgivelsesår | Titel                                              | Rolle      | Noter |
| ------------ | -------------------------------------------------- | ---------- | ----- |
| 2005         | Pigen i cafeen                                     | Instruktør |       |
| 2007         | Harry Potter og Fønixordenen                       | Instruktør |       |
| 2009         | Harry Potter og Halvblodsprinsen                   | Instruktør |       |
| 2010         | Harry Potter og Dødsregalierne - del 1             | Instruktør |       |
| 2011         | Harry Potter og Dødsregalierne - del 2             | Instruktør |       |
| 2016         | Fantastiske Skabninger og hvor man finder dem      | Instruktør |       |
| 2018         | Fantastiske Skabninger og Grindelwalds forbydelser | Instruktør |       |